# Fronteira Itália–São Marino
A fronteira entre Itália e São Marino é a linha que limita os territórios de Itália e São Marino.
San Marino, o quinto menor Estado do mundo, também é a mais antiga república. Julga-se que foi fundada em 301 quando um cristão chamado Marinus, o Dálmata, ou São Marino, deixou a ilha de Arbe para escapar à política anticristã do imperador romano Diocleciano. Marinus escondeu-se no cimo do Monte Titano, o mais alto dos sete que tem São Marino e fundou uma pequena comunidade cristã. A proprietária do terreno, uma compassiva mulher de Rimini, deixou-lhe em herança o território. O terreno disputado pelas famílias dos Rimini e Montefeltro, e sujeita às lutas entre guelfos e gibelinos, conseguiu manter a sua independência e aumentar o seu território. O pequeno Estado foi reconhecido pela França napoleónica em 1797, e por outros estados europeus em 1815 durante o Congresso de Viena.
Apesar de ser um país soberano, depende em grande medida de Itália, que o rodeia totalmente desde a unificação italiana no século XIX.

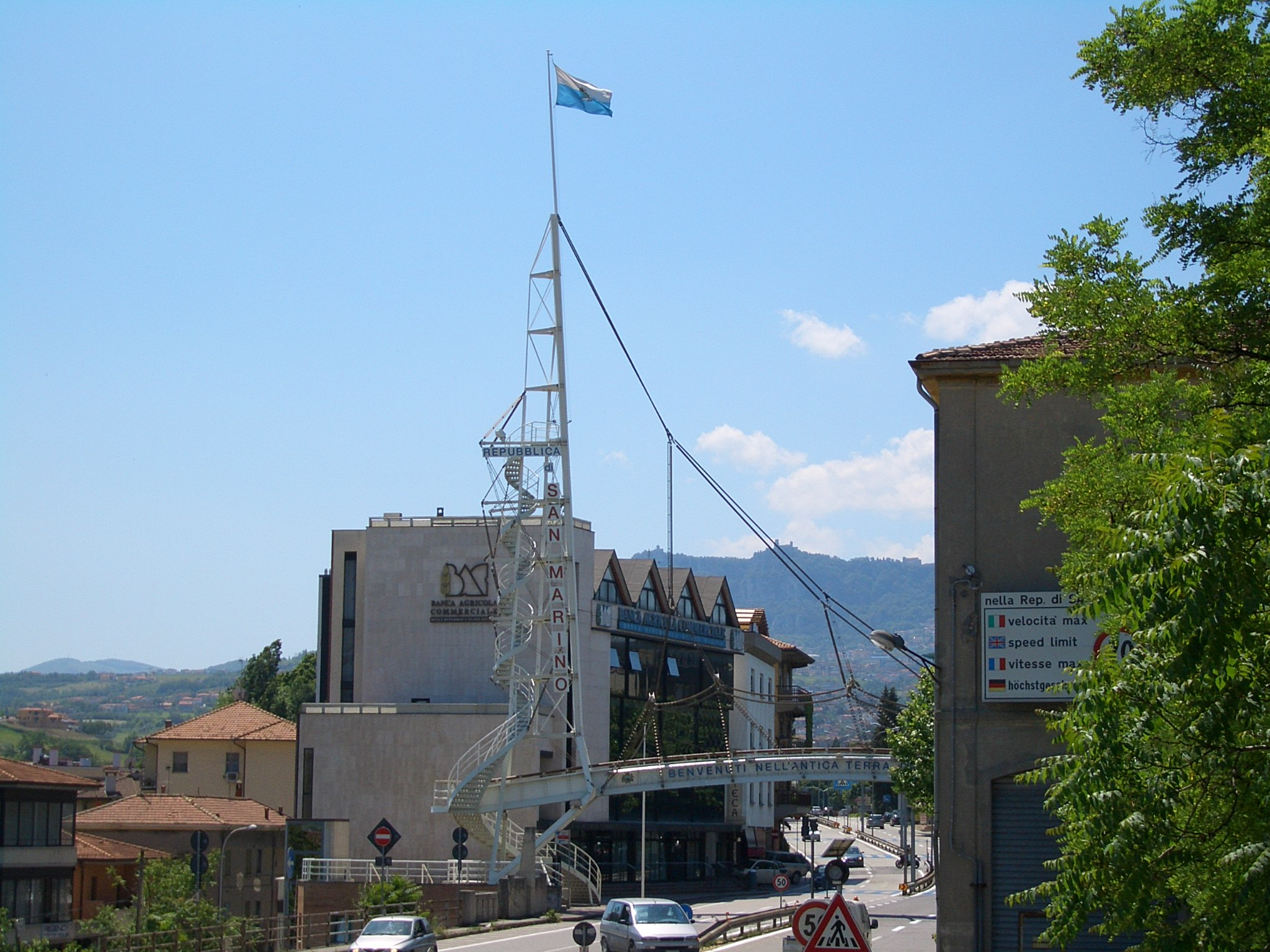
Posto de fronteira à entrada em São Marino

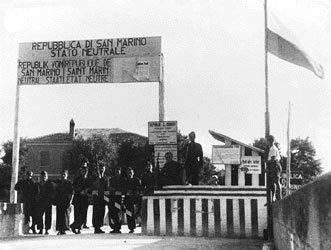
Fronteira durante a Segunda Guerra Mundial, quando San Marino proclamou a neutralidade no conflito

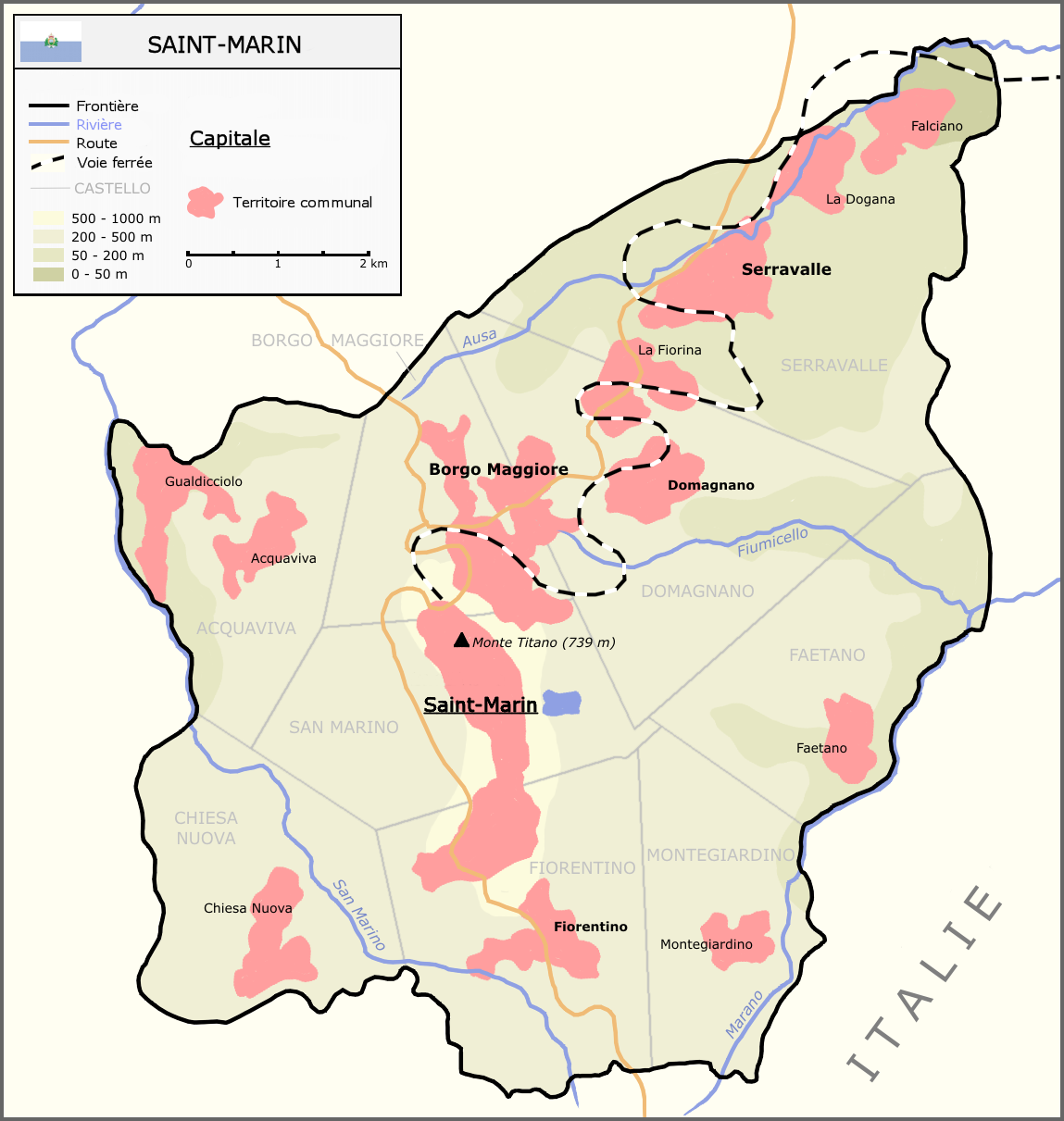
Mapa de São Marino

San Marino é um enclave no interior da Itália entre a Emilia-Romagna (província de Rimini) e as Marche (Província de Pesaro e Urbino).

## Descrição da fronteira
A fronteira divide entre os dois estados o vale do rio San Marino, afluente do rio Marecchia, depois divide o vale do Ausa entre Dogana (curazia de Serravalle) e Cerasolo ("frazione" de Coriano). Segue depois o vale do rio Marano junto ao castelo de Faetano.
É controlada da parte são-marinense pela Guardia di Rocca, enquanto a Guardia di Finanza está muitas vezes presente entre Dogana e Cerasolo para evitar a evasão fiscal.